# Бельвінь-ле-Шато
Бельвінь-ле-Шато (фр. Bellevigne-les-Châteaux) — муніципалітет у Франції, у регіоні Пеї-де-ла-Луар, департамент Мен і Луара. Бельвінь-ле-Шато утворено 1 січня 2019 року шляхом злиття муніципалітетів Брезе, Шасе i Сен-Сір-ан-Бур. Адміністративним центром муніципалітету є Шасе. Населення — 3463 особи (01.01.2021).